# Сьцейовиці
Сьцейовиці (пол. Ściejowice) — село в Польщі, у гміні Лішки Краківського повіту Малопольського воєводства.
Населення — 908 осіб (2011).
У 1975-1998 роках село належало до Краківського воєводства.

## Демографія
Демографічна структура станом на 31 березня 2011 року:
|          | Загалом | Допрацездатний вік | Працездатний вік | Постпрацездатний вік |
| -------- | ------- | ------------------ | ---------------- | -------------------- |
| Чоловіки | 447     | 104                | 318              | 25                   |
| Жінки    | 461     | 121                | 289              | 51                   |
| Разом    | 908     | 225                | 607              | 76                   |